# Sporting Club Luxemburg
Sporting Club Luxemburg was een Luxemburgse voetbalclub uit de hoofdstad Luxemburg.

## Geschiedenis
Sporting was al van de partij bij het allereerste kampioenschap in 1909/10. In het tweede seizoen namen 4 clubs deel aan de competitie en na 6 wedstrijden stond Sporting bovenaan de rangschikking, samen met SC Differdange. In de play-off voor de titel won Sporting met 3-0 en werd zo de tweede landskampioen in de geschiedenis van het Luxemburgse voetbal. Het volgende seizoen werd de club opnieuw gedeeld eerste, dit keer samen met US Hollerich/Bonnevoie. Opnieuw zou een testwedstrijd over de titel beslissen, maar Sporting kwam helemaal niet opdagen waardoor US Hollerich/Bonnevoie de titel toegekend kreeg.
In 1912/13 was er geen competitie maar in 1913/14 wel en Sporting moest genoegen nemen met de tweede plaats. In 1915 won Sporting de finale van Jeunesse d'Esch, maar later werd het resultaat ongedaan gemaakt en mocht US Hollerich/Bonnevoie de plaats van Sporting innemen in de finaleronde en werd kampioen. Ook in 1916 moest de club zijn meerdere erkennen in US.
Na twee seizoenen in de middenmoot werd de club in 1919 voor de tweede keer landskampioen, met 3 punten voorsprong op Fola Esch. De volgende seizoenen kon de club niet meer echt een rol van betekenis spelen en in 1923 besloot de club te fuseren met Racing Luxemburg, de allereerste landskampioen die ook op sportief vlak niet meer veel voorstelde.
De fusieclub heette Spora Luxemburg en was erg succesvol in de jaren 20 en 30, maar ook nog daarna.

## Erelijst
- Landskampioen

Winnaar (2): 1911, 1919